# Morganucodon
Morganucodon foi um mammaliaforme que viveu nos períodos triássico e jurássico da era dos dinossauros. Como o morganucodon viveu numa época em que havia um único continente, seus ossos são encontrados em várias partes do mundo incluindo a China, a Europa e a América do Norte. Era um pequeno animal que se alimentava de insetos e se assemelhava a um musaranho. Assim como seu primo, o megazostrodon, ele é considerado um possível ancestral dos mamíferos.

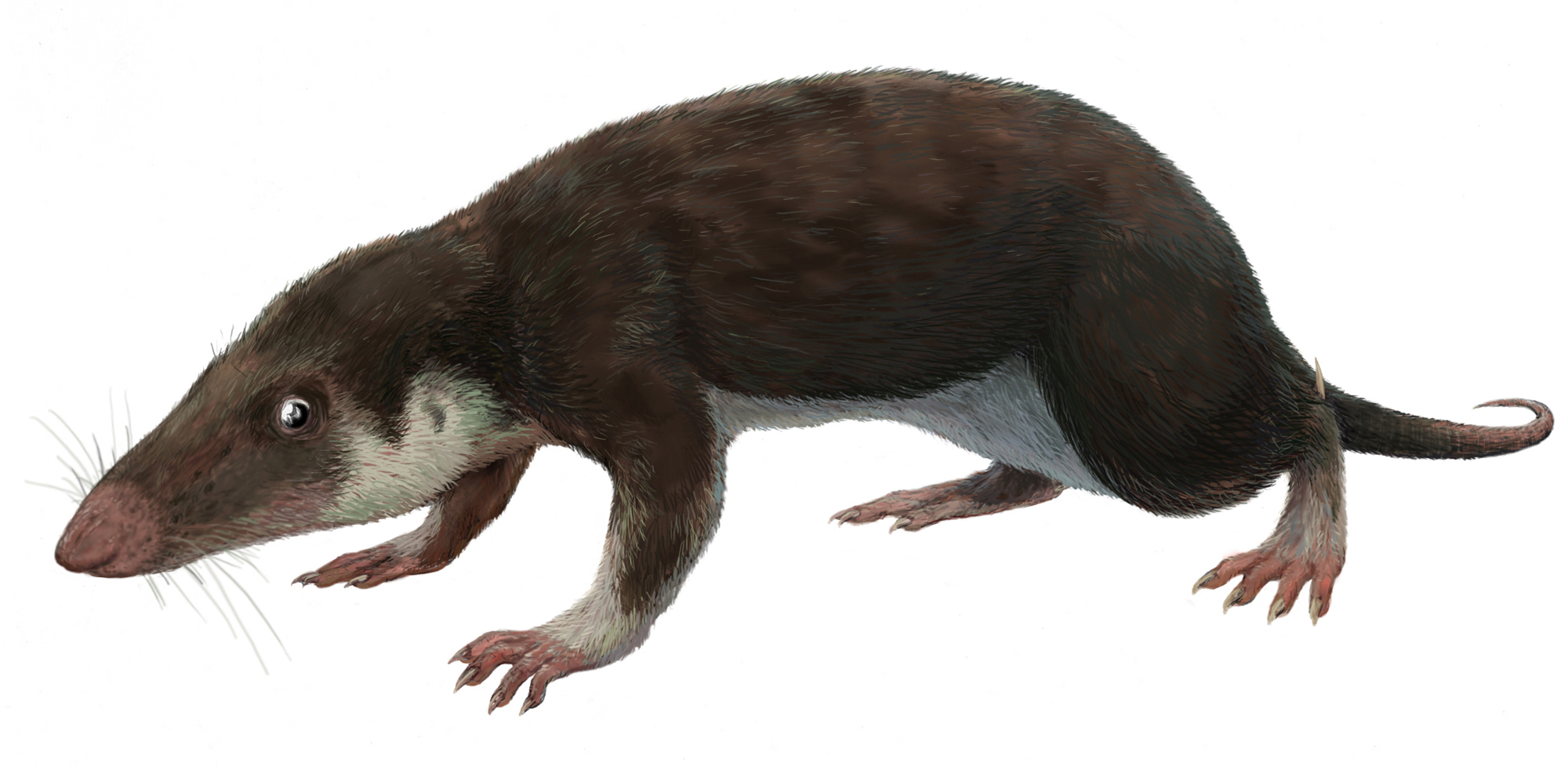
Restauração da vida de Morganucodon oehleri.